# SeaWorld Adventure Parks Tycoon 2
SeaWorld Adventure Parks Tycoon 2 is een computerspel van het genre bedrijfssimulatie. Het werd uitgebracht door Activision in 2005. De voorloper van dit spel was SeaWorld Adventure Parks Tycoon, welke in 2003 uitkwam.

## Gameplay
Het doel van de speler is om zelf een SeaWorld-park met zeedieren en pretparkattracties te bouwen en te runnen.